# Gemma Chan
Gemma Chan, född 29 november 1982 i London, är en brittisk skådespelare.
Chan har bland annat medverkat i filmerna Raya och den sista draken, Don't Worry Darling och The Creator.

## Filmografi (i urval)
- 2009 – Exam
- 2011 – En callgirls dagbok (TV-serie)
- 2014 – Jack Ryan: Shadow Recruit
- 2016 – Fantastiska vidunder och var man hittar dem
- 2018 – Mary Queen of Scots
- 2018 – Crazy Rich Asians
- 2019 – Captain Marvel
- 2021 – Eternals
- 2021 – Raya och den sista draken
- 2022 – Don't Worry Darling
- 2023 – The Creator